# Jean Victor Marie Moreau
Jean Victor Marie Moreau, francoski general, * 14. februar 1763, Morlaix, Bretanija, † 2. september 1813, Louny, Češka.
Kot sin uspešnega odvetnika je Moreau študiral pravo na Univerzi v Rennesu. Ko bi moral diplomirati, se je svobodoljuben, kot je bil, odločil nadaljevati živeti še naprej s študenti, s katerimi je oblikoval nekakšne vrste vojsko, kateri je poveljeval. Začetek francoske revolucije 1789 je tako dočakal na nemirnih ulicah Rennesa, kjer se je bil boj med mladim plemstvom in prebivalci mesta.
Leta 1791 je postal pod generalom Dumouriezom podpolkovnik prostovoljcev Ille-et-Vilainea, dve leti kasneje pa zaradi dobrega dela, značaja in republikanskih načel napredoval v brigadnega generala. Pod Carnotom je kmalu, v začetku 1794 dobil čin divizijskega generala in poveljstvo nad levim krilom armade v Flandriji. Z bitko pri Tourcoingu si je ustvaril vojaško slavo, leta 1795 mu je bilo dodeljeno poveljstvo nad Rensko-mozelsko armado, s katero je prečkal Ren. Sprva je bil zelo uspešen in z več zmagami prodrl vse do reke Isar, vendar se je moral nazadnje umakniti pred vojsko avstrijskega nadvojvoda Karla. Kljub temu mu je z znanjem, ki ga je prikazal ob umiku, ob tem, da mu je uspelo domov pripeljati tudi 5000 ujetnikov, še bolj narasel sloves.
Leta 1797 se je po daljših težavah, povezanih s pomanjkanjem sredstev, ponovno podal čez Ren, vendar so se njegove operacije ob sklenitvi Leobenskega miru med Avstrijci in Francozi predčasno končale. V tem času je naletel na izdajalsko korespondenco med svojim starim tovarišem Pichegrujem in emigrantom princem Ludvikom Condéjskim. Že pred tem je Moreau deloval kot Pichegrujev zagovornik pred obdolžitvami o nelojalnosti in bil kot tak vsaj osumljen, če ne delno sokriv dejanj. Prepozno, da bi lahko trezno razmislil o tem, je poslal korespondenco v Pariz ter izdal razglas, da se vojska odpoveduje Pichegruju kot izdajalcu.
Moreau je bil razrešen, ponovno vključen v vojsko dve leti kasneje ob odsotnosti Napoleona in zmagovitem prodoru ruskega poveljnika Aleksandra Suvorova. Z malo uspeha je poveljeval Italijanski armadi, za kratek čas dodeljen Renski armadi, nato pa ostal z njegovim naslednikom Joubertom v Italiji, vse do bitke pri Novem. Po bitki, v kateri je Joubert izgubil življenje, je Moreau vodil umik do Genove, kjer je vojsko predal Championnetu.
Ko se je Napoleon vrnil iz Egipta, je našel Moreauja v Parizu nezadovoljnega s trenutno vlado Direktorata. Ob udaru 18. brumaira, ki ga je sprožil Napoleon, je Moreau poveljeval silam pri zajetju Luksemburške palače. Za nagrado mu je Napoleon podelil poveljstvo nad Rensko armado, s katero je prisili Avstrijce k umiku z Rena na reko Isar. Ob vrnitvi v Pariz se je poročil s kreolko Mille Hullot, prijateljico Joséphine de Beauharnais, ambiciozno žensko, katera je dobila popoln nadzor nad njim. Po nekaj tednih z vojsko v Nemčiji in zmagi v bitki pri Hohenlindnu 3. decembra 1800 se je vrnil domov in užival sadove svojih uspehov, ki jih je dosegel v kampanji. Njegova žena je v tem času zbirala okoli sebe vse, ki so bili nezadovoljni z veličino Napoleona. Tako imenovani Klub Moreau je vznejevoljil Napoleona in opogumil rojaliste; vendar Moreau, čeravno nepripravljen postati vojaški diktator pri obnovi republike, ni sodeloval pri spletkah za vrnitev Ludvika XVIII.. Vse to je bilo dobro znano tudi Napoleonu, ki je zajel zarotnike. Obsodba Moreauja je bila pridobljena šele s pritiskom Napoleona na sodnike; potem, ko je bila izrečena, jo je Prvi konzul s pretvezo prizanesljivosti spremenil iz kazni zapora na izgon iz države.
Leta 1804 se je Moreau podal preko Španije v Ameriko. V New York je z ženo prišel v decembru in bil sprejet z entuziazmom. Ob zavrnitvi vseh ponudb, ki jih je bil deležen, se je nastanil v New Jerseyju, kjer je živel v letih od 1806 do 1813. Njegovo bivališče je bilo zatočišče vseh političnih izgnancev, predstavniki tujih sil so ga hoteli spodbuditi, da bi dvignil svoj meč v boju proti Napoleonu. Ob izbruhu anglo-ameriške vojne 1812 mu je bilo s strani predsednika Madisona ponujeno vodstvo nad ameriškimi četami, ki ga je bil pripravljen sprejeti, vendar pa se je ob novicah o uničenju Velike armade v Rusiji odločil za vrnitev v Evropo. 
Moreau je, verjetno pod vplivom žene, začel pogajanja s starim prijateljem iz kroga republikancev Jeanom-Baptistom Bernadottom, v tem času že švedskim kronskim princem (bodočim kraljem Karlom XIV., ki je skupaj z ruskim carjem Aleksandrom I., Prusi in Avstrijci vodil vojsko proti Napoleonu. Moreau, ki je želel videti Napoleona poraženega, je dal švedsko-ruskim voditeljem nasvete, kako najbolje poraziti Francijo. Med bitko pri Dresdnu 27. avgusta 1813 je bil Moreau ob pogovoru z ruskim carjem hudo ranjen. Umrl je 2. septembra v Lounyju na Češkem, pokopan v katoliški cerkvi sv. Katarine v Sankt Petersburgu. Posthumno mu je Ludvik XVIII. podeli naziv maršala Francije.
Po njem je imenovan ameriški kraj Moreau, New York.